# Chaboissaea
Chaboissaea es un género de plantas herbáceas perteneciente a la familia de las poáceas. Es originario de México y Argentina donde se encuentra en las praderas pantanosas.
Está considerado un sinónimo del género Muhlenbergia.

## Especies
- Chaboissaea atacamensis (Parodi) P.M.Peterson & Annable
- Chaboissaea decumbens (Swallen) Reeder & C.Reeder
- Chaboissaea ligulata E.Fourn.
- Chaboissaea subbiflora (Hitchc.) Reeder & C.Reeder

## Citología
El número cromosómico básico del género es x = 8, con números cromosómicos somáticos de 2n = 16 y 32, o 14, 16, y 18 (C. subbflora ), ya que hay especies diploides y una serie poliploide. (C. decumbens es tetraploide).